# 金城新村
金城新村隸屬於金防部，為新竹市東區赤土崎的陸軍眷村，是為了安頓常年駐守金門防衛指揮部的軍官眷屬，在1958年的八二三砲戰後所建，故取名為「金城」。主要是金防部所屬第9師、第10師、第26師、第27師、第81、第93師等團長級以上領導幹部及其家眷的甲級眷舍，故又被稱為「將軍村」。

## 介紹
民國四十五年在新竹利用基隆要塞營地興建金門新村，安置六十戶。後來交給第一軍團陳孝昕辦理，又命令三十四師工兵營負責協助增建七戶，這第一批興建眷舍共計67戶。八二三炮戰以後，
民國四十七年才又建了二十二戶眷舍，這是第二批興建眷舍，而建村的經費是利用823砲戰中所遺留的大量彈殼皮出售所得的錢，這時總共有89戶眷舍於此。
現今金城新村的原住戶在近年來多遷至2011年完工的華廈金城，而華廈金城也是新竹市的最後一批的國宅改建案。在居民遷出閒置後，2014年5月，金城新村開始拆除，也曾有議員建議在此蓋大型圖書館。2015年，金城新村的15棟建築登錄為新竹市歷史建築，計畫作為「將軍村開放圖書資訊園區」，其他則是開闢為公園與停車場。

## 特色
金城新村的建築參考美軍顧問團的宿舍設計，其構造多為加強磚造及木屋架結構，室內有洋灰地坪、天花板、木作門窗。其建築大致分為三種型式，67號為左右長方型配置的村辦公室，69號配置呈倒置的T型，其餘13棟兩兩相背、左右對稱，且每戶皆設有庭院。